# Norrland (by)
Norrland är bostadsområde i tätorten Lugnvik, som tidigare var en by Bjärtrå socken i Kramfors kommun i Ångermanland.

## Demografi och geografi
Mittemot Kramfors, på Ångermanälvens östra sida bildar landet en halvö. Byn ligger i halvöns inre, bördiga delar.

## Historik
På fastigheten Norrland 4:14 återfinns en grupp om fyra gravhögar. På Norrland 4:6 ligger en gravhög som mäter cirka 3 meter i höjd och 24 meter i bredd.
På gården Norrland 4 tillkom och fortlevde den svenska släkten Nordlander under mer än 300 år.